# العوائذ (كويكبة)
العوائذ هي كويكبة تتكون من أربعة نجوم في كوكبة التنين. تسمّي العرب النجم الذي على طرف اللسان في الكوكبة (الراقص) والأربعة التي على رأسه (العوائذ). وتسمّي النجم الموجود في أصل الذنب (الذيخ) وهو ذكر الضباع. وفي وسط العوائذ نجم صغير جداً يسمى الربع.

## نجوم العوائذ
- رأس الثعبان
- غاما التنين
- نو دراكونيس
- Xi التنين [1][2]